# Ngũ quân Đô thống
Ngũ quân Đô thống (chữ Hán: 五軍都統, tiếng Anh: Commander-General of the Five Armies) là tên gọi tắt của chức quan võ cao nhất thời Nguyễn, trật Chánh nhất phẩm, cáo thụ Đặc tiếng tráng võ tướng quân.
Nguyên ty Ngũ quân Đô thống Phủ (五軍都統府) được đặt vào thời Minh Trung Quốc. Thời Lê Thánh Tông, triều đình cải tổ hành chính và quân đội, áp dụng phiên chế Ngũ quân Đô đốc phủ, lập ra các phủ Ngũ quân đô đốc, được áp dụng qua các thời Mạc, chúa Trịnh, nhưng tại Đàng Trong, chức Chưởng dinh là chức võ quan cao nhất và chức Đô đốc chỉ dành trong việc truy phong hoặc trong 1 trường hợp đặc biệt, phong cho các trấn thủ họ Mạc tại Hà Tiên.
Trong thời chiến tranh Tây Sơn chúa Nguyễn, chúa Nguyễn Ánh chia quân đội theo 5 đạo quân, gồm trung quân, tả quân, hữu quân, tiền quân, và hậu quân với chúa là vị Đại Nguyên Soái, thống lĩnh toàn bộ quân binh. Mỗi một đạo quân do một vị võ quan chỉ huy. Vị võ quan chỉ huy đạo quân thường được gọi theo tên đạo quân như Tả quân Lê Văn Duyệt, Hữu quân Nguyễn Huỳnh Đức hoặc ngắn gọn như Chưởng quản Hữu quân dinh (掌管右軍營).
Năm Gia Long 3 Giáp Tý 1804, triều đình đặt vị tướng cao nhất cho mỗi đạo quân là Chưởng quân chưởng phủ sự (掌軍掌府事), trật Chánh nhất phẩm, phó tướng là Thự phủ sự (暑府事) trật Tòng Nhất phẩm. Cách viết hoặc gọi tên gọi đầy đủ của cả hai chức là:
- Chức chỉ huy tức chức chưởng quản của mỗi đạo quân được viết là Ngũ quân Đô thống Phủ Đô thống Chưởng Phủ Sự 五軍都統府都統掌府事, trật Chánh nhất phẩm.
- Chức phó tướng được viết là Ngũ quân Đô thống Phủ Đô thống 五軍都統府都統 hoặc Ngũ quân Đô thống Phủ Đô thống Thự Phủ Sự 五軍都統府都統暑府事, trật Tòng nhất phẩm.

Trong Ngũ quân Đô thống Phủ, chức chỉ huy chỉ dành cho một vị võ quan cho mỗi đạo quân. Ngược lại, trong mỗi đạo quân, chức phó tướng có thể được bổ cho một hoặc vài vị võ quan để phụ tá vị võ quan chỉ huy Chưởng phủ sự.
Thời Gia Long, các chưởng quản Ngũ quân Đô thống, ngoài quyền hạn quân sự là các võ quan cao cấp nhất triều đình, còn được triều đình thặng bổ chức Tổng trấn, là chức được đặc trách toàn quyền dân sự lẫn quân sự một thành (Bắc thành và Gia Định thành), một đơn vị hành chính gần bằng cả một miền tại Việt Nam, gồm nhiều dinh hoặc trấn hợp lại mà mình được giao phó.
Từ Minh Mạng 2 Tân Mão 1831, chức Tổng trấn được bãi bỏ với cuộc cải tổ toàn diện về hành chính và quân sự. Quyền hạn các Ngũ quân đô thống lại được giới hạn trong quân sự, việc hành chính tại các tỉnh từ thời điểm này được chuyển giao cho các quan Tuần phủ hoặc Tổng đốc.
Là chức quan võ cao nhất thời Nguyễn, chức Ngũ quân Đô thống tương tự chức Chưởng dinh thời chúa Nguyễn nhưng quyền hạn cao hơn nhiều do việc quân binh toàn quốc lúc này từ Nam đến Bắc chỉ do 5 vị trưởng quan phủ Ngũ quân Đô thống chỉ huy (dưới quyền vua) và số binh linh đông gấp nhiều lần so với thời chúa Nguyễn. Chức trưởng quan phủ Ngũ quân Đô thống tương tự chức Nguyên Soái (tiếng Anh: Marshal) tại Tây phương thời nay. Chức thự quản hoặc phó quan phủ Ngũ quân Đô thống tương tự chức Thống chế (tiếng Anh: Field Marshal) tại Tây Phương thời nay.
Thời Nguyễn, Ngũ quân Đô thống dưới quyền vua và trên chức Chưởng Doanh (Thống chế, Đề đốc, Chưởng vệ).

## Lưu ý
- Khi cần viết tên cơ quan, cách viết là Ngũ quân Đô thống Phủ 五軍都統府
- Nếu viết hết tên - 右軍都統府都統掌府事 - Hữu quân Đô thống phủ Đô thống Chưởng phủ sự Nguyễn Huỳnh Đức
- Hoặc viết ngắn gọn Hữu quân Đô thống phủ Chưởng phủ sự như Hữu quân Đô thống Chưởng phủ sự Nguyễn Huỳnh Đức
- Hoặc viết ngắn gọn Đô thống phủ Chưởng phủ sự, hoặc Đô thống phủ Đô thống (là chức phó)
- Hoặc viết ngắn gọn bằng tên quân phủ ví dụ Tả quân Lê Văn Duyệt. 
  - hoặc viết chưởng Tả quân ví dụ Lê Văn Duyệt được truy phong thêm chức Vọng Các công thần trong mỹ hiệu “Vọng Các công thần, chưởng Tả quân Bình Tây tướng quân, quận công"
- Có cách viết là Chưởng quản Hữu quân dinh (掌管右軍營) cho Nguyễn Huỳnh Đức. Chữ này có lẽ không đúng. Nếu viết bằng Quốc ngữ, có lẽ cần viết là vị Chưởng quản phủ Hữu quân (chứ không phải vị Chưởng quản dinh Hữu quân). Thời Nguyễn, dinh (hay đúng hơn là doanh) là một đơn vị quân đội nhỏ hơn phủ. Vì vậy chức Chưởng doanh là cấp dưới của chức Ngũ quân Đô thống.
- Trước thời Nguyễn, Ngũ quân Đô thống Phủ được biết là Ngũ quân Đô đốc phủ.